# Tân tuyệt đại song kiều
Tân Tuyệt Đại Song Kiêu hay Tuyệt Đại Song Kiêu 2020 (tiếng Trung: 绝代双骄, bính âm: Jué Dài Shuāng Jiāo) được chuyển thể từ tiểu thuyết Giang Hồ Thập Ác của nhà văn Cổ Long. Bộ phim kể về huynh đệ Tiểu Ngư Nhi (Trần Triết Viễn) và Hoa Vô Khuyết (Hồ Nhất Thiên) bị chia cách từ nhỏ. Lớn lên và được nuôi dưỡng theo cách khác nhau, nhưng lại có chung một mục tiêu là phải giết chết đối phương.

## Tóm tắt
Hơn mười tám năm trước, Yến Nam Thiên là thiên hạ đệ nhất kiếm sĩ, Giang Phong là thiên hạ đệ nhất mỹ nam, Yến Nam Thiên lấy kiếm thuật độc bá võ lâm, còn Giang Phong thì lấy tướng mạo khuynh đảo chúng sinh.
Mười tám năm sau Giang Tiểu Ngư được bọn ác nhân nuôi lớn tại Ác Nhân Cốc và tự xưng mình là "người thông minh nhất thiên hạ", suốt ngày trêu chọc bọn họ, miệng mồm lanh lợi, tâm địa lương thiện, hồn nhiên đáng yêu. Lúc đầu Tiểu Ngư Nhi hành tẩu giang hồ không ưa Hoa Vô Khuyết công tử tài mạo song toàn. Sau khi quen biết, Tiểu Ngư Nhi và Hoa Vô Khuyết không đánh không thân nhau, trở thành bằng hữu.
Hoá ra Hoa Vô Khuyết bị Cung chủ Di Hoa Cung bắt về nuôi dưỡng, truyền thụ võ công, Cung chủ Di Hoa Cung vì muốn trả thù phụ mẫu của Tiểu Ngư Nhi và Hoa Vô Khuyết, năm đó đã cố ý tách hai huynh đệ ra nuôi dưỡng, để hai người lớn lên tàn sát lẫn nhau. Cùng lúc đó, hai phụ tử Giang Biệt Hạc và Giang Ngọc Lang đang có âm mưu lớn với võ lâm, sau đó, trong giang hồ xuất hiện một trận phong hoa tuyết vũ. Giang Tiểu Ngư và Hoa Vô Khuyết cuối cùng cũng nhìn thấu được âm mưu của Di Hoa Cung chủ, bắt tay nhau bình ổn giang hồ.

## Diễn viên

### Diễn viên chính
| Diễn viên       | Nhân vật                  | Giới thiệu |
| --------------- | ------------------------- | --- |
| Trần Triết Viễn | Tiểu Ngư Nhi              | Tiểu Ngư Nhi mặc dù lớn lên ở Ác Nhân Cốc, nhưng hắn không hề trở thành một kẻ ác độc, mà thành một cậu nhóc tinh quái, cho dù có ở trong bất kỳ tình huống nào cũng đều không chịu thua, lấy trò chơi nhân gian làm vui. Tiểu Ngư Nhi tự xưng là thiên hạ đệ nhất thông minh, tất cả những người bên cạnh đều bị hắn trêu chọc. Đối mặt với người mang theo nhiệm vụ phải lấy mạng hắn là Hoa Vô Khuyết, Tiểu Ngư Nhi tôi luyện chính mình, ước định cùng Hoa Vô Khuyết ba tháng sau sẽ tử chiến. Cuối cùng, phá bỏ âm mưu của Di Hoa Cung, biết được hắn và Hoa Vô Khuyết là huynh đệ ruột. |
| Hồ Nhất Thiên   | Hoa Vô Khuyết/Giang Phong | Hoa Vô Khuyết là Thiếu cung chủ của Di Hoa Cung. Từ nhỏ hắn đã bị bắt về Di Hoa Cung để nuôi dưỡng, cho đến khi Cung chủ Di Hoa Cung phái hắn đi giết chết Giang Tiểu Ngư, hắn mới được bước chân ra giang hồ. Hoa Vô Khuyết vừa gặp Thiết Tâm Lan đã đem lòng yêu nàng, nhưng lòng nàng vẫn luôn chỉ có mình Giang Tiểu Ngư, hai người cùng nhau trải qua vô số chuyện đau khổ để rồi thành thân thuộc. Hoa Vô Khuyết gặp Giang Tiểu Ngư, ước định ba tháng sau quyết chiến. Cuối cùng, Hoa Vô Khuyết biết được Giang Tiểu Ngư chính là huynh đệ song sinh của hắn.                          |
| Lương Khiết     | Tô Anh                    | Tô Anh vốn là một cô gái hoạt bát, thông minh lanh lợi, nhưng ở Ngụy Vô Nha khắc nghiệt đã khiến nàng trở thành một con người trái ngược hoàn toàn với tính cách của mình. Hoa Vô Khuyết trước mặt nàng là một người cao ngạo trong trẻo nhưng lạnh lùng, phía sau nàng lại là một Giang Tiểu Ngư tinh ranh, mưu trí. Nàng thật sự rất thích Giang Tiểu Ngư, trong thiên hạ cũng chỉ có mình Giang Tiểu Ngư có thể khiến nàng cam tâm tình nguyện làm mọi thứ. |
| Lương Tịnh Nhàn | Thiết Tâm Lan             | Thiết Tâm Lan là một cô nương xinh đẹp động lòng người, một cô gái dịu dàng, cùng hai huynh đệ Ngư - Hoa nhiều lần trải qua sinh tử, dùng chính thân thể nữ nhi mỏng manh của mình giúp hai huynh đệ Ngư - Hoa vượt qua nhiều cửa ải gian truân, cũng chính vì như vậy mà nàng đã chiếm được tình yêu của hai người họ. Vào lúc rối rắm, nàng luôn thận trọng, đắn đo, cuối cùng cởi bỏ hết gông xiềng trong lòng mình, chủ động thổ lộ với Hoa Vô Khuyết, bên nhau trọn đời. |

### Diễn viên phụ
| Diễn viên        | Nhân vật                              |
| ---------------- | ------------------------------------- |
| La Gia Lương     | Giang Biệt Hạc                        |
| Mao Lâm Lâm      | Yêu Nguyệt (Đại cung chủ Di Hoa cung) |
| Mạnh Lệ          | Liên Tinh (Nhị cung chủ Di Hoa cung)  |
| Thiệu Vân        | Mộ Dung Cửu                           |
| Trịnh Bân Huy    | Yến Nam Thiên/Lộ Trọng Viễn           |
| Châu Tuấn Siêu   | Giang Ngọc Lang                       |
| Châu Bân         | Cố Nhân Ngọc                          |
| Triệu Anh Tử     | Hoa Nguyệt Nô                         |
| Tống Văn Tác     | Hắc Tri Thù                           |
| Tấn Tùng         | Hiên Viên Tam Quang                   |
| Lý Kiện Nhân     | Lý Đại Chủy                           |
| Từ Khiết Nhi     | Đỗ Kiều Kiều                          |
| Trương Tuyền     | Tiêu Mễ Mễ                            |
| Lý Diệu Cảnh     | Thiết Chiến                           |
| Tôn Giao Long    | Đỗ Sát                                |
| Tiêu Binh        | Âm Cửu U                              |
| Lưu Úy Sâm       | Cáp Cáp Nhi                           |
| Hầu Trường Vinh  | Vạn Xuân Lưu                          |
| Lý Minh          | Ngụy Vô Nha                           |
| Lưu Uy           | Bạch Khai Tâm                         |
| Đinh Khả Nhi     | Hà Lộ                                 |
| Hầu Hiểu Đồng    | Hà Sương                              |
| Khương Nguyên    | Thiết Bình Cô                         |
| Lâu Vũ Kiện      | Ngụy Ma Y                             |
| Tùy Danh Dương   | Trầm Khinh Hồng                       |
| Trương Tuyết Hạm | Đào Hoa                               |
| Trịnh Thanh Văn  | Mã Đạp Tuyết                          |

## Nhạc phim
| STT | Nhan đề                           | Phổ lời     | Phổ nhạc         | Ca sĩ         | Thời lượng |
| --- | --------------------------------- | ----------- | ---------------- | ------------- | ---------- |
| 1.  | "Song Kiêu (雙驕)"                | Tống Bảo Vũ | Trần Thiểu Khanh | Kim Chí Văn   | 4:24       |
| 2.  | "Gỡ Lòng (拆心)"                  | Tống Bảo Vũ | Tống Bảo Vũ      | Lưu Tích Quân | 4:27       |
| 3.  | "Nghịch Nháo Giang Hồ (嬉鬧江湖)" | Thất Thủ    | Lâm Đức Long     | Lưu Mỹ Lân    | 3:02       |
| 4.  | "Hồng Trần Bất Hối (紅塵不悔)"    | Tống Bảo Vũ | Trần Thiểu Khanh | Lục Hổ        | 3:44       |